# Hemihyalea niger
Hemihyalea niger är en fjärilsart som beskrevs av Adalbert Seitz 1925. Hemihyalea niger ingår i släktet Hemihyalea och familjen björnspinnare. Inga underarter finns listade i Catalogue of Life.